# Обертасів
Оберта́сів — село в Україні, у Золочівському районі Львівської області. Населення становить 83 особи. Орган місцевого самоврядування — Золочівська міська рада.